# Bundesstraße 13
De Bundesstraße 13 (ook wel B13) is een weg (bundesstraße) in Duitsland die loopt door de Bundesland: Beieren. De B13 begint bij Würzburg en loopt verder langs de steden Ansbach, Weißenburg in Bayern, Ingolstadt, München, Bad Tölz en verder naar de Sylvensteinsee bij de Oostenrijkse grens. De B13 is ongeveer 342 kilometer lang.

## Routebeschrijving
De B13 begint bij Würzburg op afrit Würzburg-Randersacker van de A3 en loopt in zuidelijke richting door Ochsenfurt kruist de Main en komt door Oberickelsheim. De B13 kruist bij afrit Gollhofen de A7 loopt door Gollhofen, Uffenheim, Ergersheim en Bad Windsheim waar ze de B470 kruist. De weg loopt verder langs Marktbergel, Oberdachstetten en Lehrberg en door Ansbach waar de B14 aansluit en kruist ze bij de afrit Ansbach de A6. De weg loopt langs Burgoberbach, Weidenbach, Triesdorf, Merkendorf, Muhr am See, Schlungenhof waar ze aansluit op de B466. Tussen schlungenhof en  Günzenhausen lopen de B13 en de B466 samen. Bij Gunzenhausen buigt de B13 weer af en loopt langs de stad, door Theilenhofen en sluit bij afrit Ellingen aan op de B2 waar ze bij Weißenburg in Bayern  weer van afbuigt. De B13 loopt verder door Eichstätt, langs Adelschlag, Pietenfeld, Eitensheim en komt in Ingolstadt waar ze zowel de B16a als de rivier de Donau kruist. De B13 verlaat Ingolstadt en kruist bij Manching -Oberstimm de B16, loopt langs Baar-Ebenhausen en Reichertshofen naar de afrit Reichertshofen en sluit aan op de B300. De B13 buigt bij afrit Pörnbach a, looptdoor Pörnbach, Pfaffenhofen an der Ilm, Reichertshausen, Hohenkammer en Fahrenzhausen loopt. De B13 kruist bij afrit Unterschleißheim de A92 en passeert Unterschleißheim en Oberschleißheim, waar de B471 kruist. De weg kruist bij afrit München-Neuherberg deA99 en sluit in München aan op de B2R.
Vervanging
Tussen de kruising in München en de afrit Holzkirchen-Süd is de B13 vervangen door de B2R, de A8 en de B318.
Voortzetting
De B13 begint weer bij afrit Holzkirchen B318 en loopt door Holzkirchen, Großhartpenning,  langs Sachsenkam, door Bad Tölz waar ze samenloopt met de B472, Bij de afrit Bad Tölz-Süd buigt de B13 af en loopt door Gaißach,  langs Lenggries, passeert de Sylvensteinspeicher een stuwmeer, waarna ze eindigt op een kruising met de B307. Tussen Bad Tölz en de Sylvesterspeicher loopt de B13 parallel aan de rivier de Isar.
B2 · B2a · B2R · B3 · B4 · B4R · B8 · B10 · B11 · B12 · B13 · B13n · B14 · B15 · B15n · B16 · B17 · B18 · B19 · B20 · B21 · B22 · B23 · B25 · B26 · B26a · B27 · B28 · B28a · B29 · B30 · B31 · B31a · B32 · B33 · B33a · B34 · B35 · B36 · B37 · B38 · B38a · B39 · B44 · B45 · B47 · B85 · B89 · B131n · B173 · B276 · B278 · B279 · B285 · B286 · B287 · B289 · B290 · B291 · B292 · B293 · B294 · B295 · B296 · B297 · B298 · B299 · B300 · B301 · B302 · B303 · B304 · B305 · B306 · B307 · B308 · B309 · B310 · B311 · B312 · B313 · B314 · B315 · B316 · B317 · B318 · B319 · B340 · B378 · B388 · B415 · B425 · B426 · B462 · B463 · B464 · B465 · B466 · B467 · B468 · B469 · B470 · B471 · B472 · B491 · B492 · B500 · B505 · B512 · B523 · B532 · B533 · B535 · B588 · B999